# Muʿāwiya I.

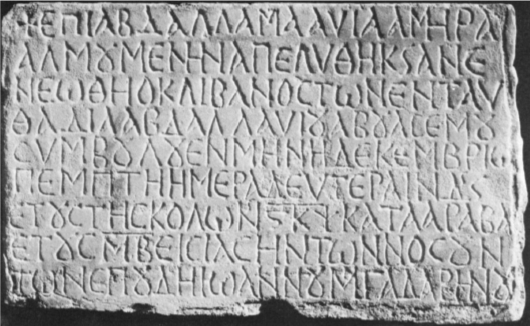
Eine in Palästina gefundene griechischsprachige Bauinschrift auf einer Marmorplatte, die die Restaurierung der römisch-byzantinischen Thermen von El Hammah bei Gadara, eine Stadt der Dekapolis etwa 110 km von Damaskus entfernt, Maavia zuschreibt. „In den Tagen des Gottesknechtes Maavia, des Vorstehers der Schutzgewährer wurden die Thermen gerettet und renoviert… im sechsten Jahr der Indikation, im Jahr 726 der Stadtgründung, im 42. Jahr nach den Arabern, zur Heilung der Kranken, unter Aufsicht des Johannes, dem Magistrat von Gadara.“

Muʿāwiya I. [muˈʕaːwija] (arabisch معاوية بن أبي سفيان, DMG Muʿāwiya b. Abī Sufyān; syrisch-aramäischen Originalnamen Maavia; geboren um 603 in Mekka; gestorben 18. April 680 in Damaskus) gilt in islamischer Tradition als der erste Kalif der Umayyaden (661–680) und Begründer dieser Dynastie.  Er gilt als einer der bedeutendsten Herrscher der arabischen Geschichte. Seine Residenzstadt war Damaskus. Die Wahl für Damaskus war möglicherweise auf das Grab von Johannes dem Täufer zurückzuführen, das das Haupt des Johannes als Reliquie beherbergen soll und heute als Umayyaden-Moschee bekannt ist.

## Frühes Leben und Familie
Sein Geburtsjahr ist unsicher; frühe islamische Quellen geben 597, 603 oder 605 an. Muʿāwiya wurde in Mekka als Mitglied der Umayyaden Untersippe der Sippe 'Abd Shams des Stammes der Quraisch geboren. Sein Vater Abū Sufyān ibn Harb war das Stammesoberhaupt der Quraisch, die Mekka kontrollierten. Seine Mutter war Abu Sufyans dritte Frau, Hind bint Utbah, eine einflussreiche mekkanische Priesterin. Muawiya, seine Eltern und die anderen Mitglieder seiner Familie gehörten lange Zeit zu den größten Feinden des Propheten Mohammed und des Islams. Muʿāwiya und sein Vater gelten als einer der bekanntesten Mitglieder der Tulaqa‘. Dies war eine Gruppe der Feinde Mohammeds aus dem Stamm Quraisch, die nach der Eroberung Mekkas Amnestie vom Propheten erhalten hatten. Nach der Eroberung Mekkas nahmen er und seine Familie den Islam an.

## Statthalter von Syrien (639–661)

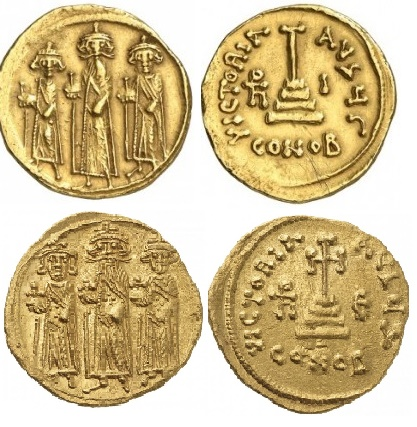
Nach der Eroberung Syriens ließ Muʿāwiya weiterhin byzantinische Münzen prägen, wobei er jedoch die Kreuze durch Kugeln oder Balken ersetzen ließ

Er nahm an der Eroberung von Syrien teil und wurde 639 vom zweiten Kalifen, Umar ibn al-Chattab, zum Statthalter dieser Provinz ernannt. Als solcher organisierte er den Aufbau einer muslimischen Flotte im Mittelmeer, mit der die byzantinische Flotte im Jahr 655 erstmals in der Schlacht von Phoinix besiegt werden konnte. Im Jahr 663 konnte er auch durch Anatolien bis zum Bosporus vorstoßen.
Nach der Ermordung von Kalif ʿUthmān ibn ʿAffān (656) schlossen sich dessen Anhänger teilweise Muʿāwiya an. Dieser verweigerte dem neu gewählten Kalifen Ali ibn Abi Talib (656–661) die Anerkennung und warf ihm vielmehr vor, an der Ermordung seines Vorgängers mitverantwortlich zu sein. Die Auseinandersetzungen gipfelten in der Schlacht von Siffin; da diese aber zu keiner Entscheidung führte, ließ sich Ali auf Verhandlungen ein. Die darauf folgende Spaltung der Partei Alis (Schia) stärkte die Position Muʿāwiyas.

## Kalif (661–680)

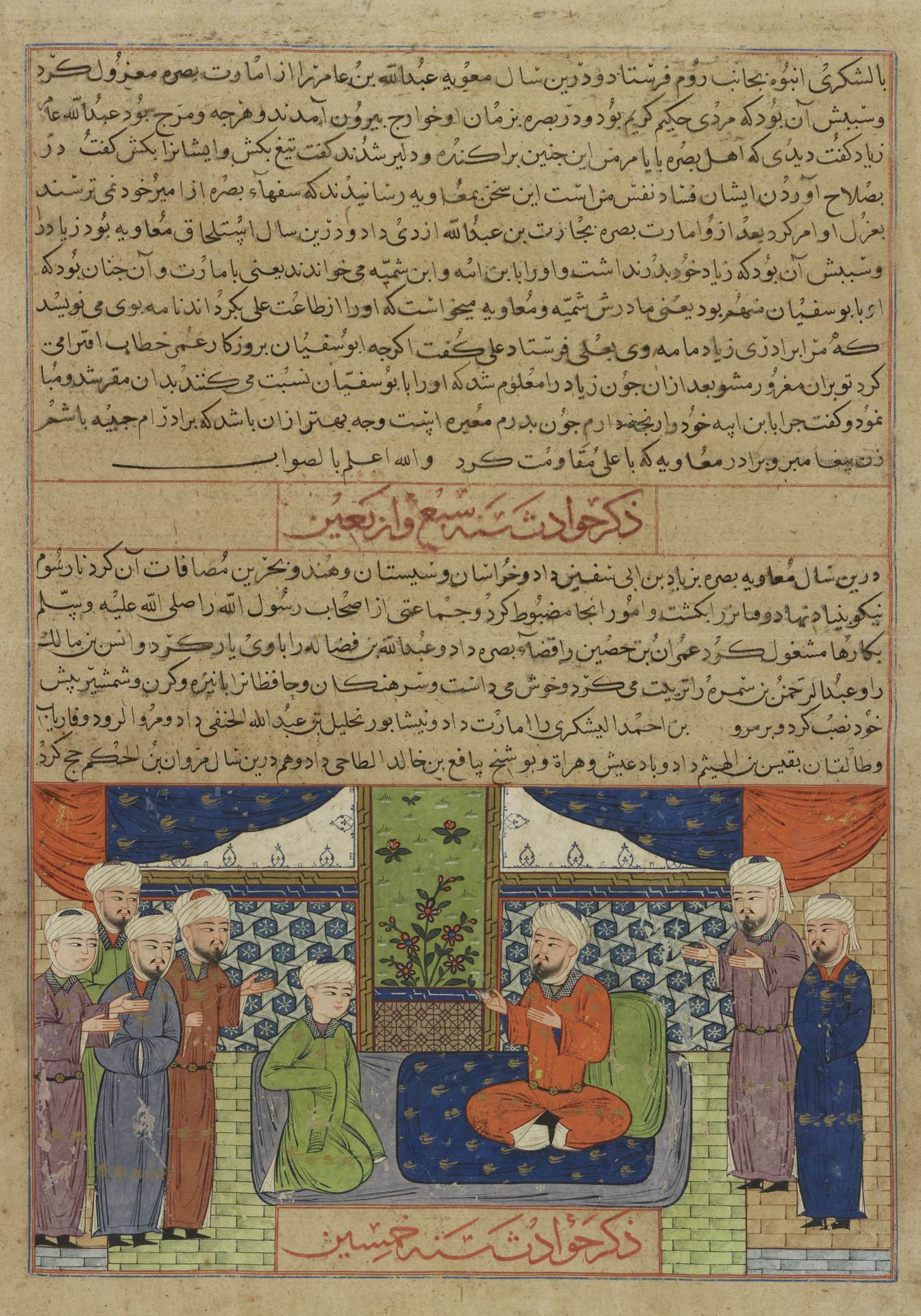
Muawiyah und seine Berater, Persische Miniaturmalerei auf einer Seite der 'Majma al-Tawarikh' (Kompendium der Geschichte) des Hofgeschichtsschreibers Ḥāfeẓ-e Abru

Nachdem ʿAlī im Januar 661 durch den Charidschiten Ibn Muldscham ermordet worden war, rückte Muʿāwiya mit seinen Truppen gegen den Irak vor, wo Hasan ibn ʿAlī zum Kalifen erhoben worden war. Durch größere Summen Geldes, die Überlassung der Tributeinkünfte einer persischen Provinz und die Anerkennung seines Rechtes auf die Thronnachfolge konnte Muʿāwiya Ende Juli Hasan dazu bewegen, abzudanken und ihm seinerseits den Treueid zu leisten. Als Statthalter über Kufa setzte er al-Mughīra ibn Schuʿba ein, als Statthalter über Basra im Frühjahr 662 seinen Verwandten ʿAbdallāh ibn ʿĀmir. Das politische Zentrum des Reiches verlagerte sich nach Damaskus, womit Medina endgültig seine politische Bedeutung verlor.

### Verwaltung
Später reorganisierte Muʿāwiya das Reich mit Hilfe von ʿAmr ibn al-ʿĀs in Ägypten und Ziyād ibn Abī Sufyān im Irak. Ziyād, der einen eigenen Diwan einrichtete, ließ Kopien von Registern anfertigen und stellte Sekretäre an, die die Korrespondenz führten. Einige von ihnen waren Araber, andere Mawālī.
In der Verwaltung des Kalifenreichs waren noch lange Zeit Christen tätig, die mit der effektiven spätrömischen Verwaltungspraxis vertraut waren. Sie bekleideten auch hochrangige Posten, wie etwa der einflussreiche Sarjun ibn Mansur und sein Sohn, der später als Johannes von Damaskus bekannt wurde. Erst um 700 wurden Christen aus der Verwaltung weitgehend verdrängt.
In der Finanzpolitik machte Muʿāwiya einen klaren Unterschied zwischen dem Einkommen, das durch Erhebung der Grundsteuer (ḫarāǧ) erzielt wurde, und den Erträgen der Staatsdomänen (ṣawāfī). Das durch die Grundsteuer erwirtschaftete Einkommen blieb zum größten Teil in den Provinzen, nur die Erträge der Staatsdomänen standen ihm und seiner Familie zu. Da mehrere der Staatsdomänen in der Hand von Angehörigen seiner Familie waren, war er stark von der in Syrien erhobenen Grundsteuer abhängig. Um diese Abhängigkeit zu verringern, ordnete er an, dass jede Provinz einen Anteil der Einnahmen aus der Grundsteuer an ihn zu transferieren hatte.

### Expansion und Landgewinnung
Unter der Herrschaft Muʿāwiyas wurde die islamische Expansion wieder aufgenommen. So begann unter Uqba ibn Nafi die Unterwerfung des Maghreb. Auch die Eroberung des Ostiran wurde weitergeführt, wo sich teilweise Widerstand formiert hatte (→ Peroz von Persien). Der Gouverneur von Zypern schloss einen Vertrag mit dem Kalifen, der ihm gegen regelmäßige Tributzahlungen den Frieden sicherte. Allerdings scheiterte mit der erfolglosen Belagerung von Konstantinopel die Eroberung des Byzantinischen Reiches, auch wenn dieses für kurze Zeit den Muslimen Tribute zu entrichten hatte.
Im Jahr 661 übertrug Muʿāwiya seinem Klienten ʿAbdallāh ibn Darrādsch die Eintreibung der Charādsch-Steuer im Irak. Er legte durch die Anlage von Dämmen die Sümpfe (baṭāʾiḥ) trocken, die bei der großen Flut im Jahre 627/28 entstanden waren. Das Gebiet gehörte formal noch der früheren sassanidischen Königsfamilie und war noch nicht der Charādsch-Steuer unterworfen. Muʿāwiya beauftragte Ibn Darrādsch, diese Ländereien einzuziehen und ein Inventar von ihnen anzulegen. Ibn Darrādsch führte diesen Auftrag aus und konnte auf diese Weise die Erträge Muʿāwiyas aus dem Einzugsgebiet von Kufa und dem irakischen Bewässerungsland (sawād) auf 50 Millionen Dirham steigern.

### Designation Yazids und Verlust der Legitimität
Zwar agitierten die Anhänger ʿAlīs und die Charidschiten weiter gegen Muʿāwiya, doch wurde seine Herrschaft ansonsten allgemein anerkannt. Dies änderte sich jedoch, als Muʿāwiya gegen Ende seines Lebens seinen Sohn Yazīd als Thronfolger designierte und damit den Vertrag brach, den er mit al-Hasan ibn ʿAlī abgeschlossen hatte. ʿAbd ar-Raḥmān, der Sohn Abū Bakrs, warf Muʿāwiya vor, eine erbliche Dynastie nach Art der Byzantiner und Sassaniden errichten zu wollen. Die alten Ressentiments gegen den bis zuletzt heidnisch gebliebenen Clan Umayya lebten jetzt überall wieder auf. Als der Umayyade Marwān die Prophetengefährten dazu aufrief, Yazīd den Treueid zu leisten, wetterte ʿĀ'ischa, dass der Gottesgesandte seinen Vater verflucht habe und dieser Fluch weiter an ihm hafte. Viele bekannte Prophetengefährten, darunter auch ʿAbdallāh ibn ʿAmr, wandten sich in dieser Zeit von Muʿāwiya ab. Andere zogen sich in den Hedschas zurück, um Yazīd nicht den Treueid leisten zu müssen. Auf diese Weise büßte Muʿāwiya am Ende seiner Herrschaft viel von seiner politischen Legitimität ein. Er starb am 18. April 680 in Damaskus, wo er auch bestattet wurde.